# IC 982
IC 982 est une galaxie lenticulaire située dans la constellation du Bouvier. Cette galaxie a été découverte par l'astronome français Stéphane Javelle en 1891.

## Description
Sa vitesse par rapport au fond diffus cosmologique est de 5 691 ± 17 km/s, ce qui correspond à une distance de Hubble de 83,9 ± 5,9 Mpc (∼274 millions d'al).
Selon la base de données Simbad, IC 982 est une galaxie LINER, c'est-à-dire une galaxie dont le noyau présente un spectre d'émission caractérisé par de larges raies d'atomes faiblement ionisés.
IC 982 et IC 983 figurent dans l'atlas des galaxies particulières de Halton Arp sous la cote Arp 117. Arp mentionne que c'est un exemple de galaxie elliptique perturbant une galaxie spirale rapprochée.

## Groupe de NGC 5490
Selon A. M. Garcia, IC 982 fait partie du groupe de NGC 5490. Ce groupe de galaxies compte quatre membres. Les autres galaxies du groupe sont NGC 5490, IC 984 et UGC 9078.
L'appartenance d'IC 982 au même groupe que les trois autres galaxies (NGC 5490, IC 984 et UGC 9078) est fort douteuse cependant, d'autant qu'elle forme un couple avec la galaxie IC 983 dont la vitesse radiale de (5443 ± 6) km/s est presque la même que la sienne.